# 神路村 (大阪府)
神路村（かみじむら）は、大阪府東成郡にあった村。現在の大阪市東成区の一部にあたる。
本稿では、前身の南新開荘村（みなみしんかいのしょうむら）についても記述する。

## 歴史
神路村の名は、暗越奈良街道が神武東征のルートにあたるとの伝承に由来する。
南新開荘村の名は、南北朝時代に上町台地東麓の低湿地に成立した荘園「新開荘」の南部であることに由来する。

### 沿革
- 1889年（明治22年）4月1日 - 町村制施行により、東成郡大今里村、東今里村、深江村が合併して南新開荘村が発足。大字大今里に村役場を設置。
- 1916年（大正5年）1月1日 - 神路村に改称。
- 1925年（大正14年）4月1日 - 大阪市に編入され、東成区の一部となる。同日神路村廃止。

## 交通

### 鉄道路線
現在は旧村域にOsaka Metro中央線の深江橋駅、千日前線の今里駅、新深江駅が所在するが、当時は未開業。

### 道路
現在は旧村域を阪神高速13号東大阪線が通過するが、当時は未開通。